# Isländischer Fußballpokal der Männer 2018
Der isländische Fußballpokal 2018 war die 59. Austragung des isländischen Pokalwettbewerbs der Männer. Pokalsieger wurde zum ersten Mal UMF Stjarnan. Das Team setzte sich am 15. September 2018 im Laugardalsvöllur von Reykjavík gegen Breiðablik Kópavogur im Elfmeterschießen durch und qualifizierte sich damit für die Europa League. Titelverteidiger ÍBV Vestmannaeyja schied im Achtelfinale gegen Valur Reykjavík aus.

## Modus
Die Begegnungen wurden in einem Spiel ausgetragen. In den ersten zwei Runden nahmen Vereine ab der zweiten Liga abwärts teil. Die Vereine der ersten Liga stiegen erst in der 3. Runde ein. Bei unentschiedenem Ausgang wurde das Spiel zunächst verlängert und gegebenenfalls durch Elfmeterschießen entschieden.

## 1. Runde
| Datum      |                             | Ergebnis  |                       |
| ---------- | --------------------------- | --------- | --------------------- |
| 12.04.2018 | Ýmir Kópavogur              | 2:5 n. V. | KF Vesturbæjar        |
| 12.04.2018 | ÍF Grótta                   | 9:0       | Vatnaliljur Kópavogur |
| 12.04.2018 | UMF Álftanes                | 9:0       | Ísbjörninn Kópavogur  |
| 12.04.2018 | ÍR Reykjavik                | 1:0       | Ægir þorlákshöfn      |
| 12.04.2018 | Berserkir Reykjavík         | 1:5       | Reynir Sandgerði      |
| 12.04.2018 | Augnablik Kópavogur         | 17:00     | UMF Kormákur/Hvöt     |
| 13.04.2018 | SR Reykjavik                | 0:4       | UMF Þróttur Vogar     |
| 13.04.2018 | KH Hlíðarendi               | 6:2       | Kría Seltjarnarnes    |
| 13.04.2018 | Hvíti riddarinn Mosfellsbær | 2:3 n. V. | Vængir Júpiters       |
| 13.04.2018 | Höttur Egilsstaðir          | 1:0       | KFF Fjarðabyggðar     |
| 13.04.2018 | Léttir Reykjavík            | 1:0       | Úlfarnir Reykjavík    |
| 13.04.2018 | Árborg Selfoss              | 0:1       | Hamar Hveragerði      |
| 13.04.2018 | Mídas Reykjavík             | 1:4       | Elliði Reykjavík      |
| 13.04.2018 | Snæfell Stykkishólmur       | 2:7       | ÍH Hafnarfjörður      |
| 14.04.2018 | KFS Vestmannaeyja           | 2:6       | Víðir Garði           |
| 14.04.2018 | KFG Garðabær                | 5:0       | Afríka Reykjavík      |
| 14.04.2018 | Stál-úlfur Kópavogur        | 0:2       | UMF Skallagrímur      |
| 14.04.2018 | UMF Sindri Höfn             | 2:5 n. V. | UMF Einherji          |
| 14.04.2018 | Kóngarnir Reykjavík         | kampflos  | UMF Stokkseyri        |
| 14.04.2018 | UMF Afturelding             | 6:1       | KF Rangæinga          |
| 14.04.2018 | ÍF Vestri                   | 18:20     | Kóngarnir Reykjavík   |
| 14.04.2018 | Fram Reykjavík              | 6:0       | Ármann Reykjavík      |
| 14.04.2018 | Nökkvi Akureyri             | 0:6       | KS Fjallabyggðar      |
| 14.04.2018 | Kári Akranes                | 13:10     | Hörður Isafjörður     |
| 14.04.2018 | UMF Njarðvík                | 10:10     | KB Breiðholts         |
| 14.04.2018 | Álafoss Mosfellsbær         | 1:5       | GG Grindavík          |
| 15.04.2018 | UMF Geisli Aðaldal          | 0:2       | KS Dalvík/Reynir      |

## 2. Runde
| Datum      |                      | Ergebnis              |                         |
| ---------- | -------------------- | --------------------- | ----------------------- |
| 19.04.2018 | ÍA Akranes           | 8:0                   | ÍH Hafnarfjörður        |
| 19.04.2018 | UMF Afturelding      | 8:2                   | KF Vesturbæjar          |
| 19.04.2018 | Haukar Hafnarfjörður | 3:1                   | ÍF Vestri               |
| 19.04.2018 | KFG Garðabær         | 0:5                   | UMF Víkingur            |
| 20.04.2018 | Kári Akranes         | 9:1                   | Elliði Reykjavík        |
| 20.04.2018 | UMF Selfoss          | 2:2 n. V. (4:2 i. E.) | ÍF Grótta               |
| 20.04.2018 | Höttur Egilsstaðir   | 3:0                   | Huginn Seyðisfjörður    |
| 20.04.2018 | Léttir Reykjavík     | 0:1                   | Hamar Hveragerði        |
| 20.04.2018 | HK Kópavogur         | 5:0                   | UMF Álftanes            |
| 20.04.2018 | Vængir Júpiters      | 0:2                   | þróttur Reykjavík       |
| 20.04.2018 | KH Hlíðarendi        | 2:3                   | Leiknir Reykjavík       |
| 20.04.2018 | Kórdrengir Reykjavík | 0:2                   | UMF Njarðvík            |
| 20.04.2018 | UMF Þróttur Vogar    | 1:2                   | Víðir Garði             |
| 21.04.2018 | UMF Skallagrímur     | 0:9                   | Reynir Sandgerði        |
| 21.04.2018 | UMF Einherji         | 1:0                   | Leiknir Fáskrúðsfjörður |
| 21.04.2018 | Magni Grenivík       | 5:0                   | KS Fjallabyggðar        |
| 21.04.2018 | Fram Reykjavík       | 10:00                 | GG Grindavík            |
| 23.04.2018 | þór Akureyri         | 3:1                   | KS Dalvík/Reynir        |
| 23.04.2018 | ÍR Reykjavik         | 1:0                   | Augnablik Kópavogur     |
| 23.04.2018 | Völsungur Húsavík    | 7:1                   | UMF Tindastóll          |

## 3. Runde
Teilnehmer: Die 20 Sieger der 2. Runde und die 12 Vereine der Pepsideild 2018.
| Datum      |                      | Ergebnis  |                      |
| ---------- | -------------------- | --------- | -------------------- |
| 30.04.2018 | UMF Selfoss          | 1:4       | ÍA Akranes           |
| 30.04.2018 | UMF Njarðvík         | 2:4       | þróttur Reykjavík    |
| 01.05.2018 | ÍBV Vestmannaeyja    | 4:2       | UMF Einherji         |
| 01.05.2018 | Reynir Sandgerði     | 0:2       | Víkingur Reykjavík   |
| 01.05.2018 | UMF Afturelding      | 1:7       | KR Reykjavík         |
| 01.05.2018 | Haukar Hafnarfjörður | 1:2       | KA Akureyri          |
| 01.05.2018 | Kári Akranes         | 5:2 n. V. | Höttur Egilsstaðir   |
| 01.05.2018 | þór Akureyri         | 3:2       | HK Kópavogur         |
| 01.05.2018 | Hamar Hveragerði     | 3:5       | UMF Víkingur         |
| 01.05.2018 | Víðir Garði          | 2:4       | UMF Grindavík        |
| 01.05.2018 | ÍR Reykjavik         | 0:5       | FH Hafnarfjörður     |
| 01.05.2018 | Leiknir Reykjavík    | 1:3       | Breiðablik Kópavogur |
| 01.05.2018 | UMF Stjarnan         | 2:1       | Fylkir Reykjavík     |
| 01.05.2018 | Völsungur Húsavík    | 1:2 n. V. | Fram Reykjavík       |
| 01.05.2018 | Magni Grenivík       | 1:3       | Fjölnir Reykjavík    |
| 01.05.2018 | Valur Reykjavík      | 2:0       | Keflavík ÍF          |

## Achtelfinale
| Datum      |                      | Ergebnis              |                    |
| ---------- | -------------------- | --------------------- | ------------------ |
| 30.05.2018 | Valur Reykjavík      | 3:2                   | ÍBV Vestmannaeyja  |
| 30.05.2018 | Fjölnir Reykjavík    | 1:1 n. V. (3:4 i. E.) | þór Akureyri       |
| 30.05.2018 | Fram Reykjavík       | 0:1                   | UMF Víkingur       |
| 30.05.2018 | Breiðablik Kópavogur | 1:0                   | KR Reykjavík       |
| 30.05.2018 | UMF Stjarnan         | 5:0                   | þróttur Reykjavík  |
| 30.05.2018 | UMF Grindavík        | 1:2                   | ÍA Akranes         |
| 31.05.2018 | FH Hafnarfjörður     | 1:0                   | KA Akureyri        |
| 31.05.2018 | Kári Akranes         | 3:4 n. V.             | Víkingur Reykjavík |

## Viertelfinale
| Datum      |                    | Ergebnis  |                      |
| ---------- | ------------------ | --------- | -------------------- |
| 25.06.2018 | ÍA Akranes         | 0:1       | FH Hafnarfjörður     |
| 25.06.2018 | þór Akureyri       | 1:2 n. V. | UMF Stjarnan         |
| 25.06.2018 | Valur Reykjavík    | 1:2       | Breiðablik Kópavogur |
| 18.07.2018 | Víkingur Reykjavík | 0:1       | UMF Víkingur         |

## Halbfinale
| Datum      |                      | Ergebnis              |                  |
| ---------- | -------------------- | --------------------- | ---------------- |
| 15.08.2018 | UMF Stjarnan         | 2:0                   | FH Hafnarfjörður |
| 16.08.2018 | Breiðablik Kópavogur | 2:2 n. V. (4:2 i. E.) | UMF Víkingur     |

## Finale
| Paarung              | UMF Stjarnan – Breiðablik Kópavogur |
| Ergebnis             | 0:0 n. V., 4:1 i. E. |
| Datum                | 15. September 2018 |
| Stadion              | Laugardalsvöllur, Reykjavík |
| Zuschauer            | 3.814 |
| Schiedsrichter       | Þóroddur Hjaltalín |
| Tore                 | Elfmeterschießen: 1:0 Hilmar Árni Halldórsson 1:1 Thomas Mikkelsen 2:1 Baldur Sigurðsson Oliver Sigurjónsson (daneben) 3:1 Guðmundur Steinn Hafsteinsson Arnór Gauti Ragnarsson (gehalten) 4:1 Eyjólfur Héðinsson |
| UMF Stjarnan         | Haraldur Björnsson – Baldur Sigurðsson, Brynjar Gauti Guðjónsson, Daníel Laxdal, Jóhann Laxdal (118. Sölvi Snær Guðbjargarson) – Eyjólfur Héðinsson, Þorsteinn Már Ragnarsson (76. Ævar Ingi Jóhannesson), Alex Þór Hauksson (80. Guðmundur Steinn Hafsteinsson) – Guðjón Baldvinsson – Þórarinn Ingi Valdimarsson, Hilmar Árni Halldórsson Cheftrainer: Rúnar Páll Sigmundsson                   |
| Breiðablik Kópavogur | Gunnleifur Gunnleifsson – Damir Muminović, Elfar Freyr Helgason (60. Kolbeinn Þórðarson), Jonathan Kevin Hendrickx (106. Arnór Gauti Ragnarsson), Viktor Örn Margeirsson (95. Guðmundur Böðvar Guðjónsson) – Davíð Kristján Ólafsson, Andri Rafn Yeoman (70. Arnþór Ari Atlason), Oliver Sigurjónsson, Gísli Eyjólfsson – Willum Þór Willumsson, Thomas Mikkelsen Cheftrainer: Ágúst Þór Gylfason |
| Gelbe Karten         | Þorsteinn Már Ragnarsson, Alex Þór Hauksson, Guðjón Baldvinsson, Þórarinn Ingi Valdimarsson – Davíð Kristján Ólafsson, Viktor Örn Margeirsson, Damir Muminović |